# Jordan Harris
Jordan Harris, född 7 juli 2000, är en amerikansk professionell ishockeyback som spelar för Montreal Canadiens i National Hockey League (NHL).
Han har tidigare spelat för Northeastern Huskies i National Collegiate Athletic Association (NCAA) och Youngstown Phantoms i United States Hockey League (USHL).
Harris draftades av Montreal Canadiens i tredje rundan i 2018 års draft som 71:a spelare totalt.

## Statistik
| 2014–2015   | Islanders Hockey Club U16      | USPHL       | 10  | 0  | 1  | 2  | 3  | 0 | 0 | 0 | 0 |   |
| 2015–2016   | Kimball Union Academy Wildcats |             | 35  | 5  | 16 | 21 | —  | — | — | — | — | — |
| 2016–2017   | Kimball Union Academy Wildcats |             | 39  | 7  | 19 | 26 | —  | — | — | — | — | — |
| 2017–2018   | Kimball Union Academy Wildcats |             | 37  | 6  | 29 | 35 | —  | — | — | — | — | — |
|             | Youngstown Phantoms            | USHL        | 5   | 0  | 1  | 1  | 0  | — | — | — | — | — |
| 2018–2019   | Northeastern Huskies           | NCAA        | 39  | 1  | 12 | 13 | 8  | — | — | — | — | — |
| 2019–2020   | Northeastern Huskies           | NCAA        | 33  | 3  | 18 | 21 | 20 | — | — | — | — | — |
| 2020–2021   | Northeastern Huskies           | NCAA        | 19  | 6  | 13 | 19 | 8  | — | — | — | — | — |
| 2021–2022   | Montreal Canadiens             | NHL         | 10  | 1  | 0  | 1  | 8  | — | — | — | — | — |
|             | Northeastern Huskies           | NCAA        | 39  | 5  | 15 | 20 | 14 | — | — | — | — | — |
| 2022–2023   | Montreal Canadiens             | NHL         | 65  | 4  | 13 | 17 | 26 | — | — | — | — | — |
| NHL totalt  | NHL totalt                     | NHL totalt  | 75  | 5  | 13 | 18 | 34 | — | — | — | — | — |
| NCAA totalt | NCAA totalt                    | NCAA totalt | 130 | 15 | 58 | 73 | 50 | — | — | — | — | — |

### Internationellt
| Källa: Uppdaterad: 2022-04-03 | Källa: Uppdaterad: 2022-04-03 | Källa: Uppdaterad: 2022-04-03 |         | Utv = Utvisningsminuter | Utv = Utvisningsminuter | Utv = Utvisningsminuter | Utv = Utvisningsminuter | Utv = Utvisningsminuter |
| År                            | Lag                           | Mästerskap                    | Matcher | Mål                     | Assists                 | Poäng                   | Utv                     |                         |
| ----------------------------- | ----------------------------- | ----------------------------- | ------- | ----------------------- | ----------------------- | ----------------------- | ----------------------- | ----------------------- |
| 2020                          | USA                           | JVM                           | 5       | 1                       | 0                       | 1                       | 2                       |                         |
| Junior totalt                 | Junior totalt                 | Junior totalt                 | 5       | 1                       | 0                       | 1                       | 2                       |                         |